# La Vie compliquée de Léa Olivier
La Vie compliquée de Léa Olivier est une série de romans épistolaire de 26 tomes en France, de dix-huit tomes au Québec et de vingt-deux tomes en Belgique.
Elle est écrite par la romancière québécoise Catherine Girard-Audet et publiée aux Éditions les Malins.

## Historique
Léa Oliver a été forcée de quitter sa ville natale pour s'installer avec sa famille à Montréal, ce qui signifie qu'elle doit quitter ses amis, son copain et son école. Elle tente de s'adapter à sa nouvelle vie, mais elle doit faire face à de nouveaux problèmes tels que l'intimidation, les difficultés d'une relation à distance et les problèmes liés à la popularité de son frère aîné.

## Liste et numérotation des tomes selon la région

### Numérotation européenne
1. Perdue, 2012
2. Rumeurs, 2012
3. Chantage, 2012
4. Angoisses, 2012
5. Montagnes russes, 2013
6. Tornades, 2014
7. Trou de beigne, 2015
8. Rivales, 2016
9. Résolution, 2016
10. Léopard Potelé, 2017
11. Extraterrestre sentimentale, 2018
12. Paris, 2018
13. New York, 2019
14. La Reine des abeilles, 2019
15. Montréal, 2019
16. L'été d'avant, 2020
17. Confinée, 2020
18. Liberté, 2020
19. Camping Sauvage, 2021
20. La Rentrée, 2021
21. La Fiesta[2], 2021
22. Bonne année, 2022

### Numérotation québécoise
- 1 Perdue, 2012
- 2 Rumeurs, 2012
- 3 Chantage, 2012
- 4 Angoisses, 2012
- 5 Montagnes russes, 2013
- 6 Tornades, 2014
- 7 Trou de beigne, 2015
- 8 Rivales, 2016
- 9 Résolution, 2016
- 10 Léopard Potelé, 2017
- 11 Paris, 2018
- 12 Montréal, 2019
- 13 Confinée (13.1), 2020 et Liberté (13.2), 2020
- 14 La Rentrée, 2021
- 15 La Fiesta[2], 2021
- 16 Bonne année, 2022
- 17 L'avant-dernier, 2023
- 18 Le dernier, 2023

#### Hors-séries
- La Reine des abeilles, 2014 (La vie (moins) compliquée de Maude M. Bérubé)
- La vie compliquée de Léa Olivier "tome zéro", 2015 (prologue de la série en bande dessinée)
- Lou, pour les intimes, 2016 (La vie (tout aussi) compliquée de Marilou Bernier)
- Alex, pour les nuls, 2017 (La vie (quand même un peu) compliquée d'Alex Gravel-Côté)
- Extraterrestre sentimentale, 2018 (La vie (aussi pas mal) compliquée de Jeanne O'Reilly-Sauvé)
- New York, 2019 (La vie (toujours très) compliquée des deux Olivier)
- La vie compliquée de Léa Olivier "tome zéro", 2020 (prologue pour la série télévisée sur Club Illico en roman)
- Camping sauvage[3], 2021 (Le week-end un peu trop compliqué de Maude M. Bérubé et Léa Olivier)

## Adaptation télévisuelle
En février 2020, l'adaptation télévisuelle de La vie compliqué de Léa Olivier est portée à l'écran sur les ondes de Club Illico. Cette série télévisée,, de 12 épisodes est réalisée par Martin Cadotte et produite par Slalom et Encore télévision. Actuellement, les six premiers épisodes de la saison 1 récapitulent le tome 1 "Perdue" et les six derniers de la saison 1 sur "Rumeurs", le tome 2. Le 1er octobre 2020, Catherine publie un GIF de la série télévisée qui annonce une deuxième saison pour "La Vie compliquée de Léa Olivier". Aussi, il est révélé que le village natal de Léa est Sainte-Marie.

### Distribution[9]
- Laurence Deschênes : Léa Olivier
- Léanne Désilets : Marilou Bernier
- Thomas Delorme : Thomas Raby
- Laurie Babin : Sarah Beaupré
- Zachary Évrard : Félix Olivier
- Geneviève Schmidt : Caroline
- Martin Thibeaudau : Francis Olivier
- Émie Thériault : Maude Ménard-Bérubé (ou M. Bérubé)
- Sam-Éloi Girard : Éloi
- Karl-Antoine Suprice : Alex Gravel-Côté
- Isaac Brosseau : Seb
- Zakary Méthot : Jean-Philippe (ou JP)
- Guillaume Saindon : Cédric
- Marilou Forgues : Jeanne O'Reilly-Sauvé
- Milya Corbeil-Gauvreau : Marianne Lacoste
- Adélaïde Schoofs : Annie-Claude Bordeleau
- Audrey Roger : Katherine
- Alexane Jamieson : Sophie
- Neil James Elias : José
- Charlotte Richer : Shanti
- Richard J. Léger : M. Bélisle
- Pascal Justin-Boyer : prof de maths